# 温得泡子
温得泡子是一个位于中国黑龙江省齐齐哈尔市的湖泊，面积约为1.39平方千米，属于东北平原。它的一级流域为黑龙江流域，二级流域为松花江水系。